# فوتشي (نبات)
الفوتشي (الاسم العلمي: Vochysia) هو جنس من النباتات يتبع الفصيلة الفوتشية من رتبة الآسيات.

## أنواع نبات الفوتشي
- فوتشي غويانية
- فوتشي إهليلجية
- فوتشي ألنية
- فوتشي أنيقة
- فوتشي أورتيغية
- فوتشي بترائية
- فوتشي بوليفية
- فوتشي بيضوية
- فوتشي ثنائية الألوان
- فوتشي ثنائية الفصوص
- فوتشي جرداء
- فوتشي جميلة
- فوتشي جميلة الأوراق
- فوتشي داكنة
- فوتشي رائعة
- فوتشي رباعية الأوراق
- فوتشي رخوة الأزهار
- فوتشي رفيعة الأوراق
- فوتشي ريدليانية
- فوتشي سبروسية
- فوتشي سميكة الأزهار
- فوتشي سميكة الأوراق
- فوتشي سنانية
- فوتشي سورينامية
- فوتشي شومبوركية
- فوتشي صافية
- فوتشي صغيرة الأزهار
- فوتشي صقيعية
- فوتشي صمغية
- فوتشي صوفية الأزهار
- فوتشي عديمة الحواف
- فوتشي عشبية
- فوتشي عظيمة الأوراق
- فوتشي عملاقة
- فوتشي غارية الأوراق
- فوتشي غردنرية
- فوتشي غواتيمالية
- فوتشي فنزويلية
- فوتشي قرفية
- فوتشي قليلة الأزهار
- فوتشي كثيرة الأزهار
- فوتشي كثيفة الأزهار
- فوتشي كيسية
- فوتشي لاطئة الأوراق
- فوتشي لبدية
- فوتشي ليمونية الأوراق
- فوتشي مابيرية
- فوتشي ماغوايرية
- فوتشي متباعدة
- فوتشي متطاولة الأوراق
- فوتشي متوسعة
- فوتشي مستدقة
- فوتشي مستديرة الأوراق
- فوتشي مضلعة
- فوتشي معرقة
- فوتشي ملتفة
- فوتشي ملعقية
- فوتشي مميزة
- فوتشي منتشرة
- فوتشي ميريدية
- فوتشي نقطية
- فوتشي هرمية